# Chất ức chế chết rụng tế bào
Chất ức chế chết rụng tế bào (Inhibitors of Apoptosis - IAP) là một họ protein với các thành viên có cấu trúc và chức năng tương tự nhau, có vai trò là các chất ức chế nội bào đối với quá trình chết rụng tế bào. Một đặc tính chung của các chất này là sự hiện diện của vực protein ức chế chết rụng tế bào hay Chuỗi lặp lại IAP của Baculovirus (Baculovirus IAP Repeat - BIR) - các vực này giúp IAP bám vào và bất hoạt các caspase - enzyme chủ chốt trong quá trình chết rụng tế bào. Nhờ đó các caspase bị hoạt hóa một cách tự phát bị IAP bất hoạt nhanh chóng và điều này ngăn không cho quá trình chết rụng diễn ra một cách vô kiểm soát. Một số IAP còn là enzyme giúp "đánh dấu" các caspase với các phân tử ubiquiine, nhờ đó các thể phân giải protein (proteasome) nhận diện và phân giải chúng.
Họ protein này được nhận diện lần đầu tiên trong một loại virút gây bệnh cho côn trùng (baculovirus), các protein ức chế chết rụng tế bào trong đó mang tên Cp-IAP và Op-IAP. Các IAP này bám vào caspase và bất hoạt chúng, điều này ngăn cản tế bào kích hoạt quá trình chết rụng như là một phản ứng tự vệ nhằm ngăn chặn virút tái tổ hợp và lây lan sang các tế bào khác. Sau đó, 5 protein thuộc họ này đã được nhận diện ở người: XIAP, c-IAPl, C-IAP2, NAIP, và survivin.
IAP tiêu biểu nhất đó là XIAP, protein này bám và bất hoạt các enzyme gây chết rụng caspase-9, caspase-3 và caspase 7. cIAP1 và cIAP2 cũng bám các caspase, tuy nhiên cơ chế ức chế chết rụng của các protein thuộc họ này ở cấp độ phân tử chưa được làm sáng tỏ hoàn toàn.
Hoạt tính của XIAP bị ức chế khi nó bám vào DIABLO (Smac) và HTRA2 (Omi) vốn được phóng thích từ ti thể sau khi tế bào tiếp nhận các kích ứng chết rụng.
Hoạt tính của các chất ức chế chết rụng IAP có thể bị vô hiệu hóa bởi các protein ức chế IAP. Những protein này bám vào các vực ức chế BIR và vì vậy ngăn chặn IAP bám vào caspase. Các thí nghiệm ở ruồi cho thấy trạng thái cân bằng của IAP với các protein ức chế chúng có vai trò then chốt trong quá trình chết rụng tế bào và được điều tiết một cách chặt chẽ. Tuy nhiên ở động vật có vú vai trò của protein ức chế IAP mờ nhạt hơn: bất hoạt các gien mã hóa protein DIABLO và HTRA2 không ảnh hưởng gì đến quá trình chết rụng ở tế bào chuột. Các nghiên cứu cho thấy ở ruồi IAP và các chất ức chế chúng đóng vai trò chủ đạo, còn ở động vật có vú vai trò này nhường lại cho các thành viên của họ protein Bcl-2.